# Mimegralla nietneri
Mimegralla nietneri är en tvåvingeart som först beskrevs av Günther Enderlein 1922.  Mimegralla nietneri ingår i släktet Mimegralla och familjen skridflugor.
Artens utbredningsområde är Sri Lanka. Inga underarter finns listade i Catalogue of Life.